# Boštjan Cesar
Boštjan Cesar (* 9. Juli 1982 in Ljubljana) ist ein ehemaliger slowenischer Fußballspieler, der von 2010 bis 2020 bei Chievo Verona in Italien unter Vertrag stand.

## Karriere

### Verein
Boštjan Cesar begann seine Karriere in der Jugend bei NK Olimpija Ljubljana, bis er noch im Jugendbereich zu Dinamo Zagreb wechselte. Dort fing auch 2000 seine Profikarriere an. 2001 wurde er an NK Croatia Sesvete ausgeliehen, doch er konnte sich dort nicht beweisen und kehrte nach Zagreb zurück. Vier Jahre später wurde er mit genauso wenig Erfolg an seinen ehemaligen Jugendklub NK Olimpija Ljubljana verliehen. Während seiner Karriere bei Dinamo Zagreb gewann er 2002/03 die 1. HNL, den kroatischen Pokal 2002 und 2004 und den kroatischen Supercup 2002 und 2003.
2005 gelang ihm dann der große Durchbruch. Er wechselte für 2,5 Millionen Euro nach Frankreich zu Olympique Marseille und unterschrieb dort einen Dreijahresvertrag. Im August 2007 wurde er mit Kaufoption an den englischen Verein West Bromwich Albion verliehen. Sein Debüt für West Bromwich absolvierte er am 17. August im Football League Cup beim 1:0-Sieg über den AFC Bournemouth. Sein Debüt in der Liga machte er allerdings erst am 23. Oktober beim 2:1-Sieg über den FC Blackpool. Sein erstes und letztes Tor für West Bromwich erzielte er am 2. Februar 2008 beim 2:1-Sieg gegen den FC Burnley. Er gewann mit ihnen die Football League Championship 2007/08. Trotz guter Leistungen entschloss sich der Trainer Tony Mowbray gegen eine Verpflichtung von Cesar und so kehrte er am Ende der Saison nach Marseille zurück. Nach Ende der Leihfrist wurde Cesar nicht glücklich bei Marseille. Obwohl er nur 24 Spiele absolvierte, holte er mit seinem Team den UEFA Intertoto Cup 2006 und wurde 2006/07 französischer Vizemeister.
Im Januar 2009 unterschrieb er bei einer Ablösesumme von 400.000 Euro einen Vertrag bei Grenoble Foot 38 und erzielte in seinem zweiten Spiel sein erstes Tor beim 1:1-Unentschieden gegen Girondins Bordeaux. Im Juli 2010 wechselte er ablösefrei nach Italien in die Serie A zu Chievo Verona, wo er über viele Saisons zu den Stammkräften gehörte. Er beende 2020 seine aktive Profikarriere.

### Nationalmannschaft
Cesar spielte unter anderem für die slowenische U-21, für die er 15 Spiele bestritt und dabei ein Tor erzielen konnte. Am 12. Februar 2003 gab er sein A-Länderspieldebüt bei einer 1:5-Niederlage im Freundschaftsspiel gegen die Schweiz. Er nahm mit seinem Heimatland an der Fußball-Weltmeisterschaft 2010 teil. Sein letztes Spiel bestritt er als Rekordnationalspieler im März 2018.

## Titel und Erfolge
mit Dinamo Zagreb
- Kroatischer Meister: 2002/03
- Kroatischer Pokalsieger: 2001/02, 2003/04
- Kroatischer Supercupsieger: 2002, 2003

mit Olympique Marseille
- UEFA Intertoto Cup: 2006
- Französischer Vize-Meister: 2006/07

mit West Bromwich Albion
- Football League Championship: 2007/08